# 地域 (2ちゃんねる・5ちゃんねるカテゴリ)
地域（ちいき）は、匿名掲示板2ちゃんねる（2ちゃんねる (2ch.net)、2ちゃんねる (2ch.sc)、5ちゃんねる）のカテゴリの1つ。2014年4月11日にまちBBSに代わるものとして設置された掲示板群である。

## 概要
- 日本の地域の情報を扱う。

## 歴史
- 2014年4月11日 北海道板・東北板・北陸・甲信越板・ 関東板・東京板・多摩板・神奈川板・東海板・近畿板・大阪板・中国板・四国板・九州板・沖縄板新設

## 掲示板
14個の板から成る。（2014年4月現在）

### 北海道板
北海道について扱う板。

### 東北板
東北地方について扱う板。

### 北陸・甲信越板
北陸地方・甲信越地方について扱う板。

### 関東板
関東地方について扱う板。

### 東京板
東京について扱う板。

### 多摩板
多摩について扱う板。

### 神奈川板
神奈川について扱う板。

### 東海板
東海地方について扱う板。

### 近畿板
近畿について扱う板。

### 大阪板
大阪について扱う板。

### 中国板
中国地方について扱う板。

### 四国板
四国について扱う板。

### 九州板
九州について扱う板。

### 沖縄板
沖縄について扱う板。